# シュベツォフ ASh-62

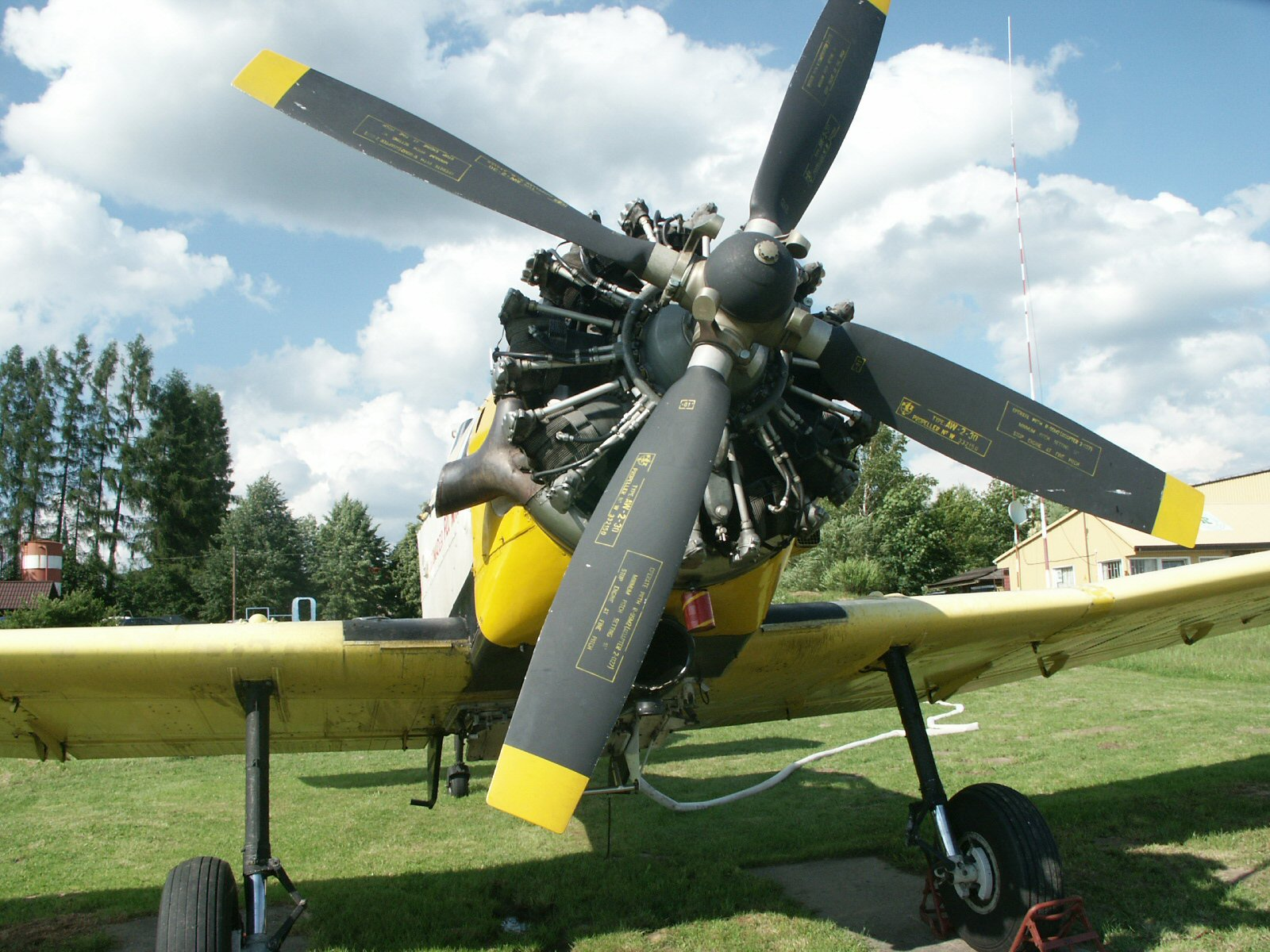
ポーランドのライセンス生産品 ASz-62

シュベツォフ ASh-62 あるいは M-62（ロシア語: Швецов АШ-62 / М-62）は、ソビエト連邦で開発された空冷星型9気筒の航空用エンジンである。アメリカ合衆国のライト R-1820サイクロンエンジンのライセンス生産品であるM-25の発展型で、二速式過給機や改良された吸気システムを採用している。これらの変更で、オリジナルのサイクロンでは775hpだった出力が1,000hpにまで向上した。
量産は1937年に始まり、ソ連国内だけで40,361基が生産されたとみられている。このエンジンは当初は「M-62」と呼ばれていたが、生産途中に航空用エンジンの命名規則が改定され、「ASh-62」に改名された。またポーランドでは、「ASz-62」として現在でもライセンス生産が行われている（2007年現在）。他に中華人民共和国でも生産が行われていた。

## 諸元 (ASh-62)
- タイプ：空冷星型単列9気筒
- ボア×ストローク：156mm × 175mm
- 排気量：29.8 L
- 圧縮比：6.4
- 燃料供給方式：キャブレター式
- 過給機：機械式遠心過給機1段2速
- 出力　
  - 1000hp / 2,200rpm （離昇出力）
  - 850hp / 2,100rpm （高度4,200m）
- 比出力：33.6 hp/L
- 出典[1]

## 主な搭載機
- ソビエト連邦
  - I-153
  - I-16
  - R-10
  - Su-2
  - Li-2
  - An-2
  - Su-12
- ポーランド
  - PZL-106
  - M-18
  - M-24